# Nejmeddin Daghfous
Nejmeddin „Nej“ Daghfous (* 1. Oktober 1986 in Kassel) ist ein ehemaliger deutsch-tunesischer Fußballspieler.

## Karriere

### Vereine
Daghfous ist Sohn tunesischer Eltern. Er hatte mit dem Fußballspielen beim 1. FC Oberzwehren begonnen, bevor er zum TSV Wolfsanger in Kassel-Wolfsanger ging. Im Jahr 2001 wechselte er in die Jugend des KSV Baunatal. Dort bestritt er in der Saison 2005/06 auch seine ersten Spiele im Herrenspielbetrieb. 2006 wechselte er zum 1. FSV Mainz 05. Als Torjäger der Mainzer Reservemannschaft empfahl er sich für den Profikader und debütierte in der 2. Bundesliga am 21. Oktober 2007 (10. Spieltag) im Spiel gegen den SV Wehen Wiesbaden.
Nach der Saison 2008/09 wechselte Daghfous zum Zweitliga-Aufsteiger SC Paderborn 07, bei dem er einen Vertrag für zwei Jahre unterzeichnete. Der im Anschluss an das Engagement in Paderborn vereinslose Daghfous wurde im November 2011 vom Drittligisten Preußen Münster verpflichtet. Bei den Münsteranern machte er in der Saison 2011/12 insgesamt 15 Spiele, kam jedoch in den folgenden sechs Monaten nicht über die Rolle des Einwechselspielers hinaus.
Zur Saison 2012/13 wechselte Daghfous zurück zur zweiten Mannschaft des 1. FSV Mainz 05, für die er fortan in der Regionalliga Südwest spielte. Im Mainzer Bundesligakader kam er einmalig zum Einsatz. Ende Januar 2014 ging Daghfous zum Zweitligisten VfR Aalen, bei dem er einen Eineinhalbjahresvertrag unterzeichnete. Im Juli 2015 wurde er vom Drittligisten Würzburger Kickers verpflichtet. Mit den Kickers stieg er 2016 in die 2. Bundesliga auf.
Nach dem Abstieg der Kickers wechselte Daghfous 2017 auf Basis eines Zweijahresvertrages zum Zweitligisten SV Sandhausen. Im August 2018 zog er sich im Training einen Kreuzbandriss zu und fiel damit bis April 2019 aus.
Seinen zum Saisonende auslaufenden Vertrag verlängerte der Stürmer nicht mehr, stattdessen unterschrieb er im Sommer 2019 einen Zweijahresvertrag bei den Kickers Offenbach. Am 26. Februar 2020 wurde Daghfous dort fristlos entlassen, nachdem es zu einer tätlichen Auseinandersetzung zwischen ihm und seinem Teamkollegen Luigi Campagna im Training gekommen war. Knapp ein Jahr später verpflichtete ihn im Januar 2021 der Regionalligist FC Gießen. Im April 2022 wurde sein Vertrag dort vorzeitig aufgelöst. Daraufhin beendete er seine Karriere.

### Nationalmannschaft
Am 6. Dezember 2006 absolvierte Daghfous bei der Partie Italien gegen Deutschland sein einziges Spiel für die deutsche U-20-Nationalmannschaft. Ende September 2016 wurde er für ein WM-Qualifikationsspiel gegen Guinea von Trainer Henryk Kasperczak erstmals in die tunesische Nationalmannschaft berufen, stand bei dem 2:0-Heimsieg aber letztlich nicht im Kader. Im Dezember 2016 wurde er in ein 41 Spieler umfassendes vorläufiges Aufgebot für die Afrikameisterschaft 2017 nominiert, verpasste aber den Sprung in den 23 Spieler umfassenden Turnierkader.

### Nach der Spielerkarriere
Seit der Saison 2023/24 ist Daghfous „Teambetreuer Integration“ bei Mainz 05 und unterstützt neue Spieler im Alltag, insbesondere als Übersetzer. Er spricht deutsch, arabisch, französisch, englisch und türkisch.

## Erfolge
- Aufstieg in die 2. Bundesliga 2016 mit den Würzburger Kickers